# Велика і Мала Бугаїха
Вели́ка і Мала́ Бугаї́ха — ландшафтний заказник загальнодержавного значення в Україні. Це залісненні товтри на схід від сіл Голенищеве і Романівка, Закупненської селищної громади Кам'янець-Подільського району Хмельницької області. 
Площа 66 га. Заповіданий ОВК № 225 від 15.10.1986 року. Лежить у межах національного природного парку «Подільські Товтри». 
Найвища точка заказника — гора Велика Бугаїха (400,6 м), є найвищою точкою Хмельницької області. 
Товтри вкриті листяними породами дерев грабово-дубовими та ясеновими насадженнями природного походження. Особливість заказника — специфічна трав'яниста рослинність, притаманна флорі Товтрової гряди. Цінність: Скополія карніолійська, орхідні види. З-поміж них є чимало, які занесені до Червоної Книги України.

## Мета створення
Головним завданням заказника є збереження та охорона унікальних ландшафтів Поділля із рідкісними i цінними видами рослин, занесених до Червоної Книги України. Ст. 25 З. У. про ПЗФ України. 
Заказник «Велика і Мала Бугаїха» входить до складу природно-заповідного фонду України, який охороняється як національне надбання, є складовою частиною системи природних територій та об'єктів, що перебувають під особливою охороною. 